# هدویگ راسموسن
هدویگ راسموسن (دانمارکی: Hedvig Rasmussen؛ زادهٔ ۲۲ دسامبر ۱۹۹۳) قایقران روئینگ زن اهل دانمارک است.
وی در مسابقات کشوری و بین‌المللی در مجموع برندهٔ ۱ مدال نقره، ۳ مدال برنز شده‌است.